# Ken Ablack
Ken Ablack (Port of Spain, 5 de janeiro de 1919 - 15 de dezembro de 2010) foi um jogador de críquete e, mais tarde, comentarista esportivo da BBC, nascido em Trinidad.